# نسبت جذب سدیم
نسبت جذب سدیم (انگلیسی: Sodium adsorption ratio) که به اختصار SAR خوانده می‌شود، یکی از پارامتر‌های سنجش کیفیت آب کشاورزی است که در بررسی و مدیریت خاک‌های تحت تأثیر سدیم از آن استفاده می‌شود. نسبت جذب سدیم شاخصی برای تعیین مطلوبیت آب جهت استفاده در آبیاری و کشاورزی است و کاتیون‌های قلیایی موجود در آب را اندازه‌گیری می‌کند. این شاخص به عنوان استانداردی جهت هشدار سدیمی‌شدن خاک نیز به‌شمار می‌رود.
فرمول محاسبه نسبت جذب سدیم (SAR) بدین شرح است:
{\displaystyle {\text{SAR}}={\frac {Na^{+}}{\sqrt {{\tfrac {1}{2}}({Ca^{2+}+Mg^{2+}})}}}}
که در آن غلظت سدیم، کلسیم و منیزیم بر حسب اکی‌والان بر لیتر محاسبه می‌شود.